# Салар-де-Уюні

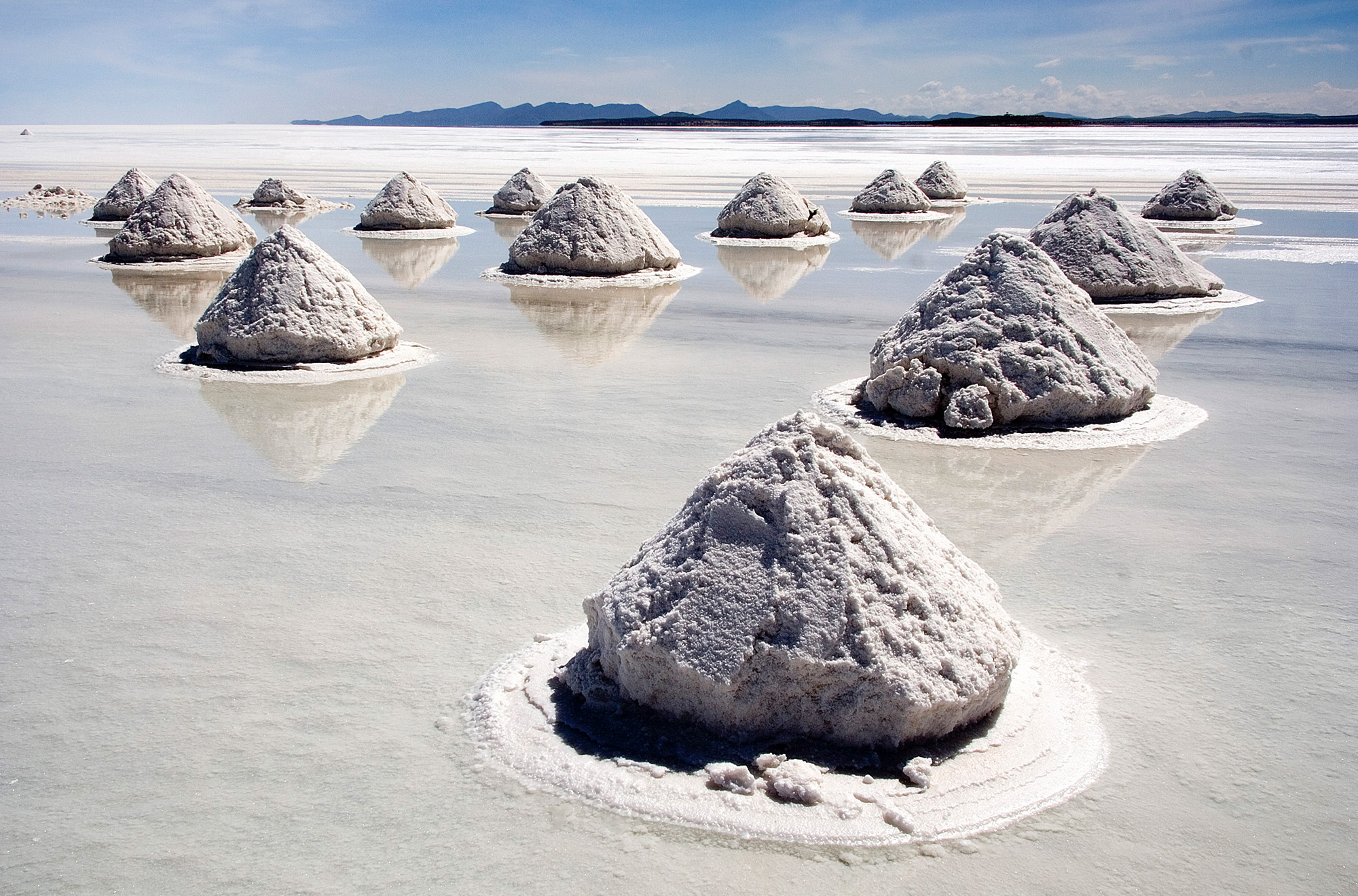
Гірки солі в Салар-де-Уюні

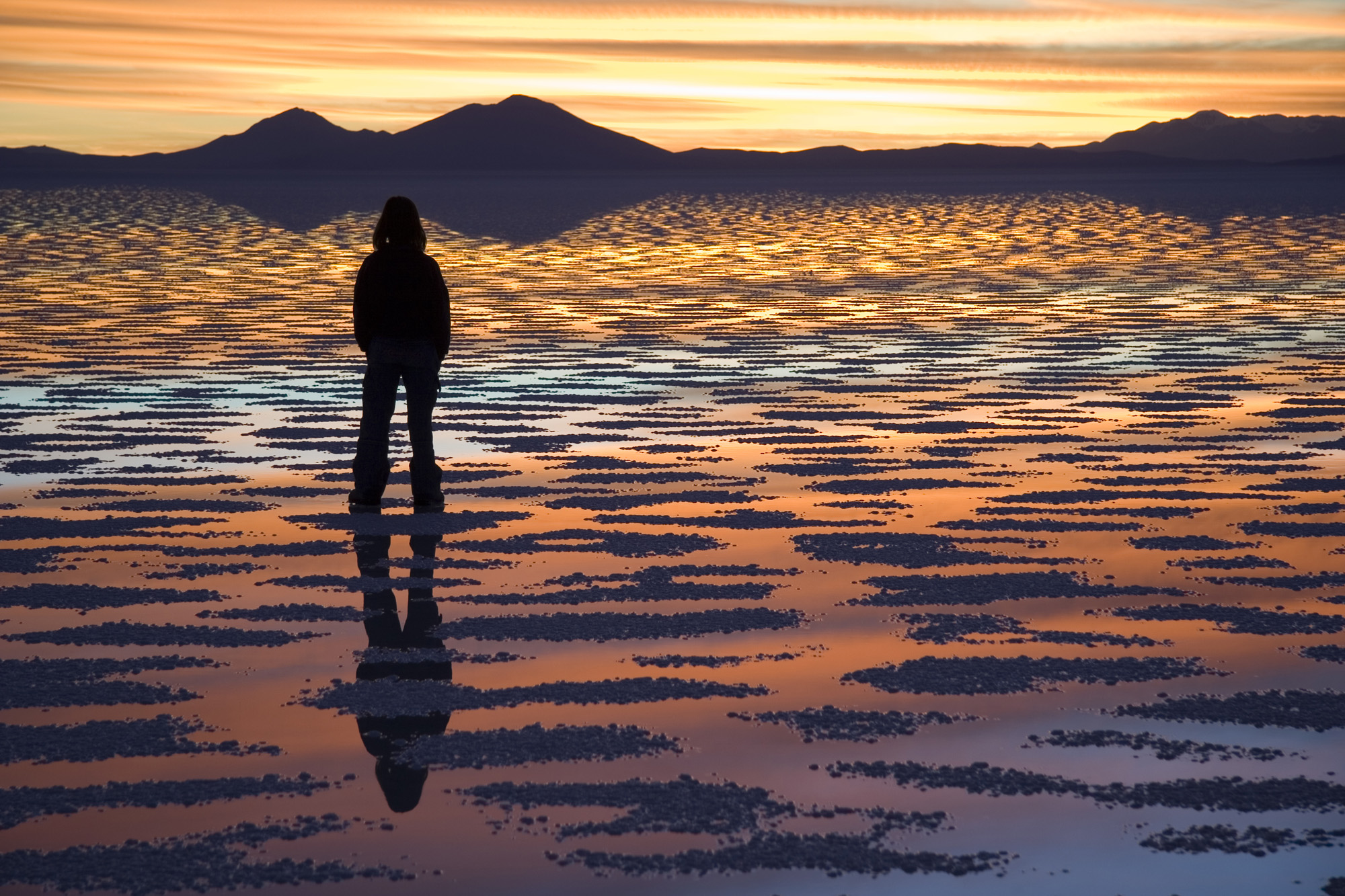
Салар-де-Уюні відбиває небо під час заходу сонця

Салар-де-Ую́ні, солончак Уюні (ісп. Salar de Uyuni, інколи Salar de Tunupa; кеч. Uyuni kachi qucha, Уюні качі куча Tunupa kachi qucha) — найбільший у світі солончак площею 10 582 км², дно висохлого озера. Розташований в південній Болівії, на території департаментів Потосі та Оруро, на висоті 3 650 м в Андах. Основні мінерали, з яких складається поверхня солончаку — гіпс та галіт. Поверхня солончаку має ідеально плоску поверхню, і коли час від часу в озеро потрапляє невелика кількість води, воно затоплюється дуже солоним шаром води і служить природним дзеркалом. Салар-де-Уюні — важливе джерело солі в Болівії та відома туристична пам'ятка.

## Формування
Близько 40 тис. років тому ця територія була частиною озера Мінчін (яке саме виділилося з давнього озера Баллівьян). Після його висихання залишилося два існуючих в даний час озера: Поопо та Уру-Уру, а також два великих солончака: Салар-де-Койпаса і Уюні. Площа Уюні приблизно в 25 разів перевершує площу висохлого озера Боневіль, США.

## Вплив на економіку
За оцінками, солончак Уюні містить запас в  10 млрд т  солі, з яких щорічно видобувається менше  25 тис. т. Завдяки своїй пласкій поверхні, солончак Уюні служить головним транспортним маршрутом в Альтиплано. Хлорид літію, що знаходиться тут у величезних кількостях, придатний для видобутку з нього  літію, що є актуальним для  акумуляторної індустрії. Близько 100 мільйонів тонн літію, або від 50 % до 70 % його світових запасів знаходиться в цьому озері.
Завдяки розвитку туризму на солончаку Уюні місцеві жителі стали будувати готелі з соляних блоків, в яких можна зупинитися на ніч, наприклад Palacio de Sal.
Щороку в листопаді на солончак Уюні прилітають на розмноження три види південно-американських фламінго: чилійський фламінго, андський фламінго та фламінго Джеймса.

## Калібрування супутників
Завдяки великому розміру, пласкій поверхні та високому альбедо при наявності тонкого шару води, а також мінімальній девіації висоти, солончак Уюні є ідеальним інструментом для тестування і калібрування приладів дистанційного зондування на орбітальних супутниках. Чисте небо і сухе повітря Уюні дозволяють провести калібрування супутників уп'ятеро краще, ніж якби використовувалась поверхня океану.

## Кладовище паровозів
Однією з визначних пам'яток солончаку є кладовище паровозів, що знаходиться біля колій залізниці з Антофагаста у Болівію у 3 км від міста Уюні. На «цвинтарі» спочивають паровози цієї залізниці, зняті зі служби у 1950-х роках, коли видобуток мінералів на навколишніх рудниках різко зменшився. Тут є цікаві екземпляри: локомотиви Гаррата і Мейєра, але всі в незадовільному стані. У 2006 році місцевим самоврядуванням була прийнята 15-річна програма розвитку регіону, одним з пунктів якої є перетворення «кладовища» в музей просто неба.

## Панорама солончаку Уюні

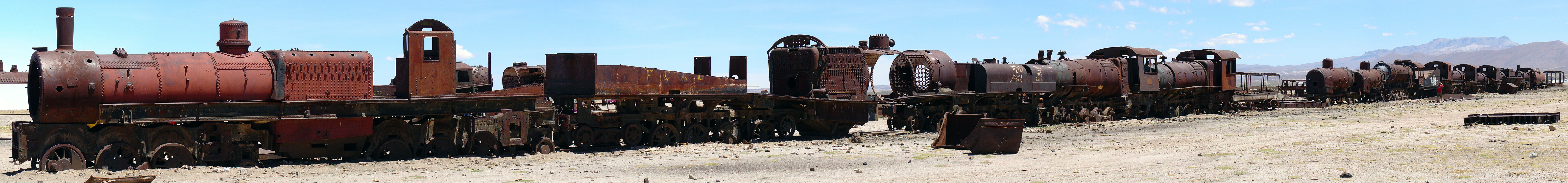
Кладовище залізничної техніки в Уюні.
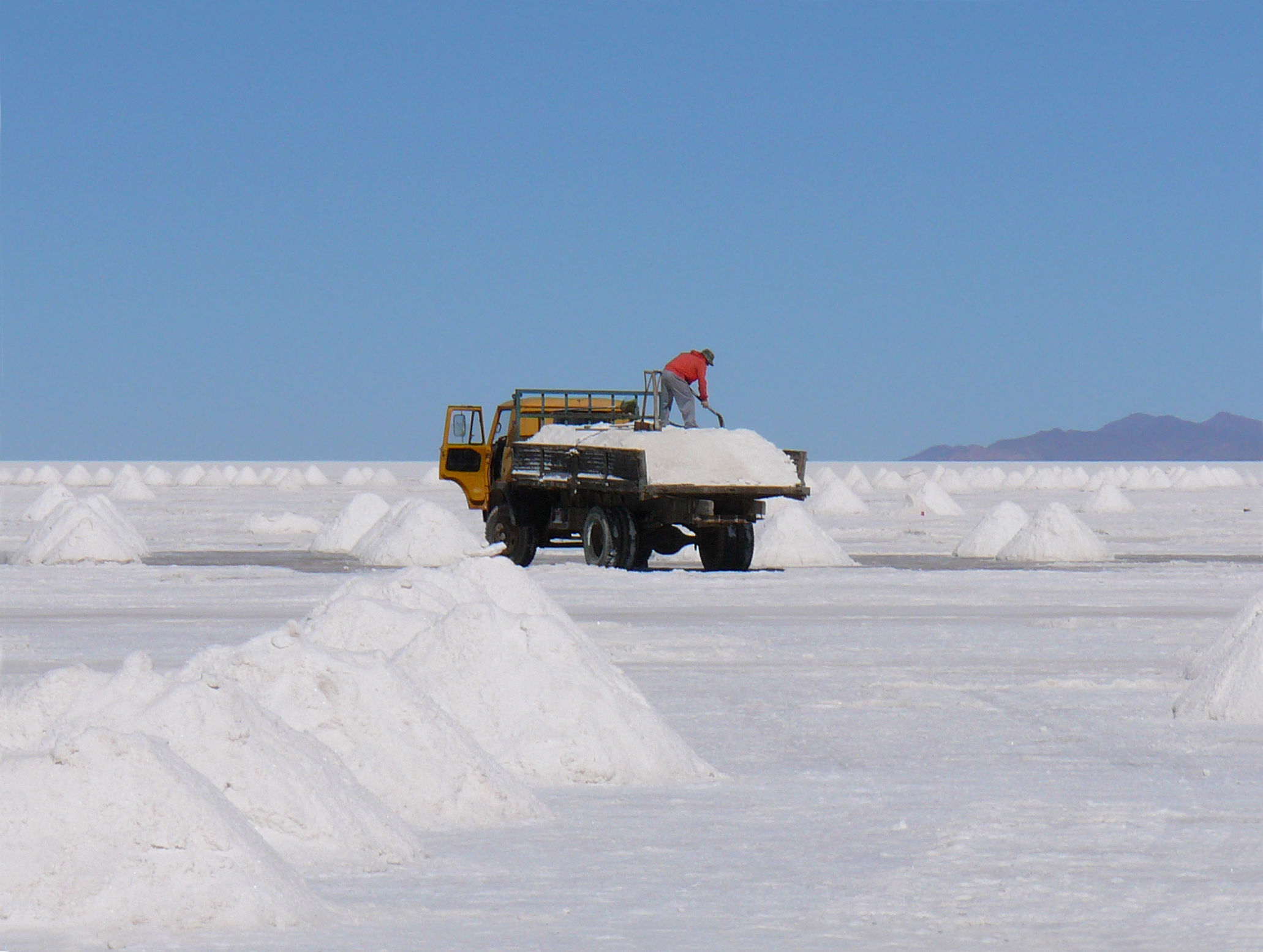
Видобування солі в солончаку Уюні.
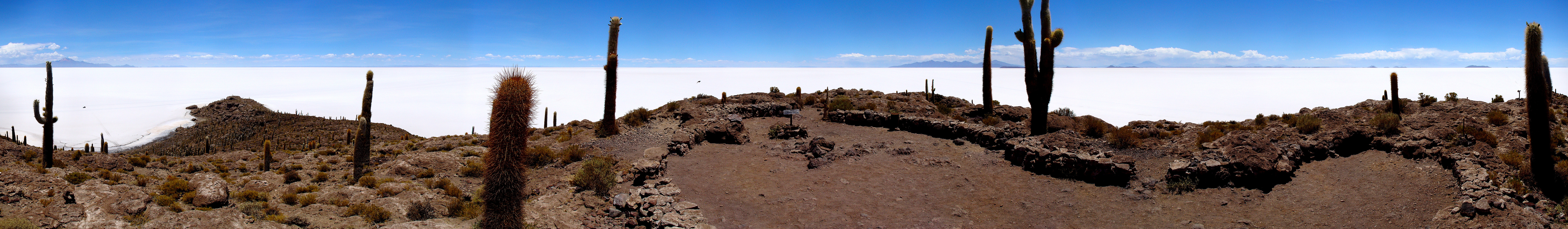
Панорама Салар-де-Уюні у 2007 році.
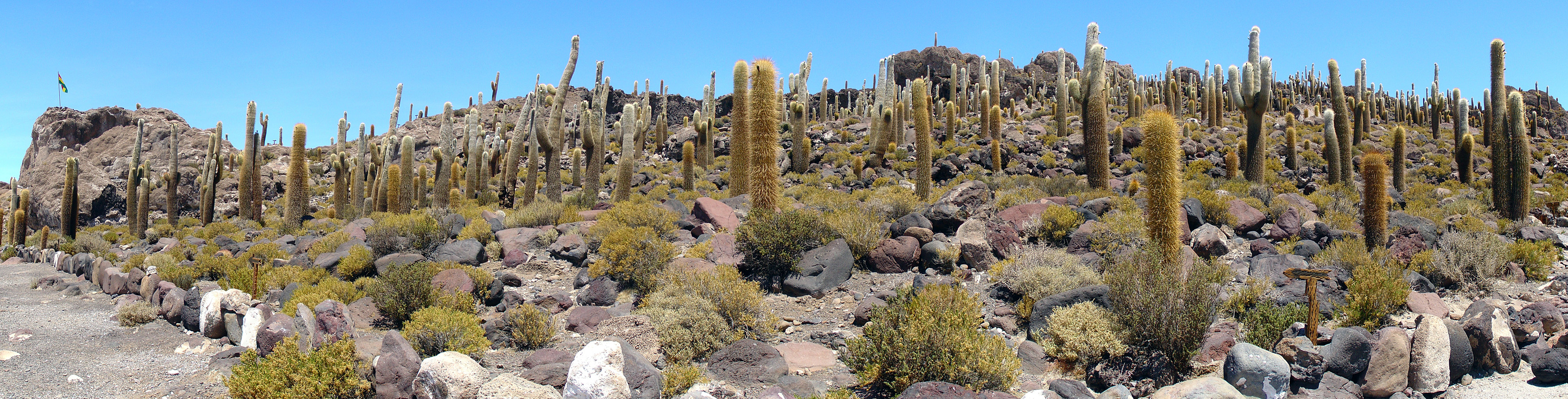
Кактуси у Салар-де-Уюні.
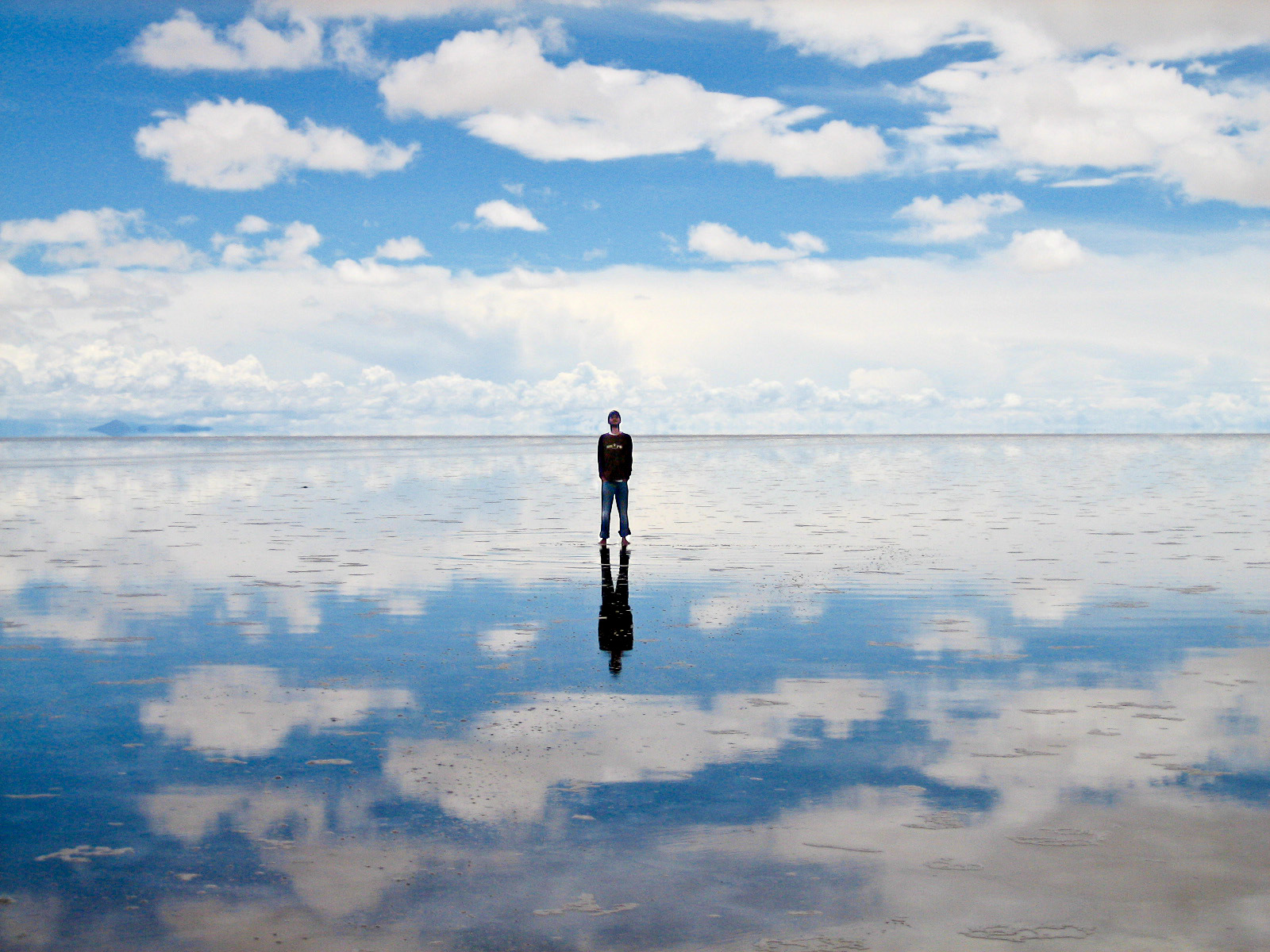
Покриття з води створює величезне дзеркало.
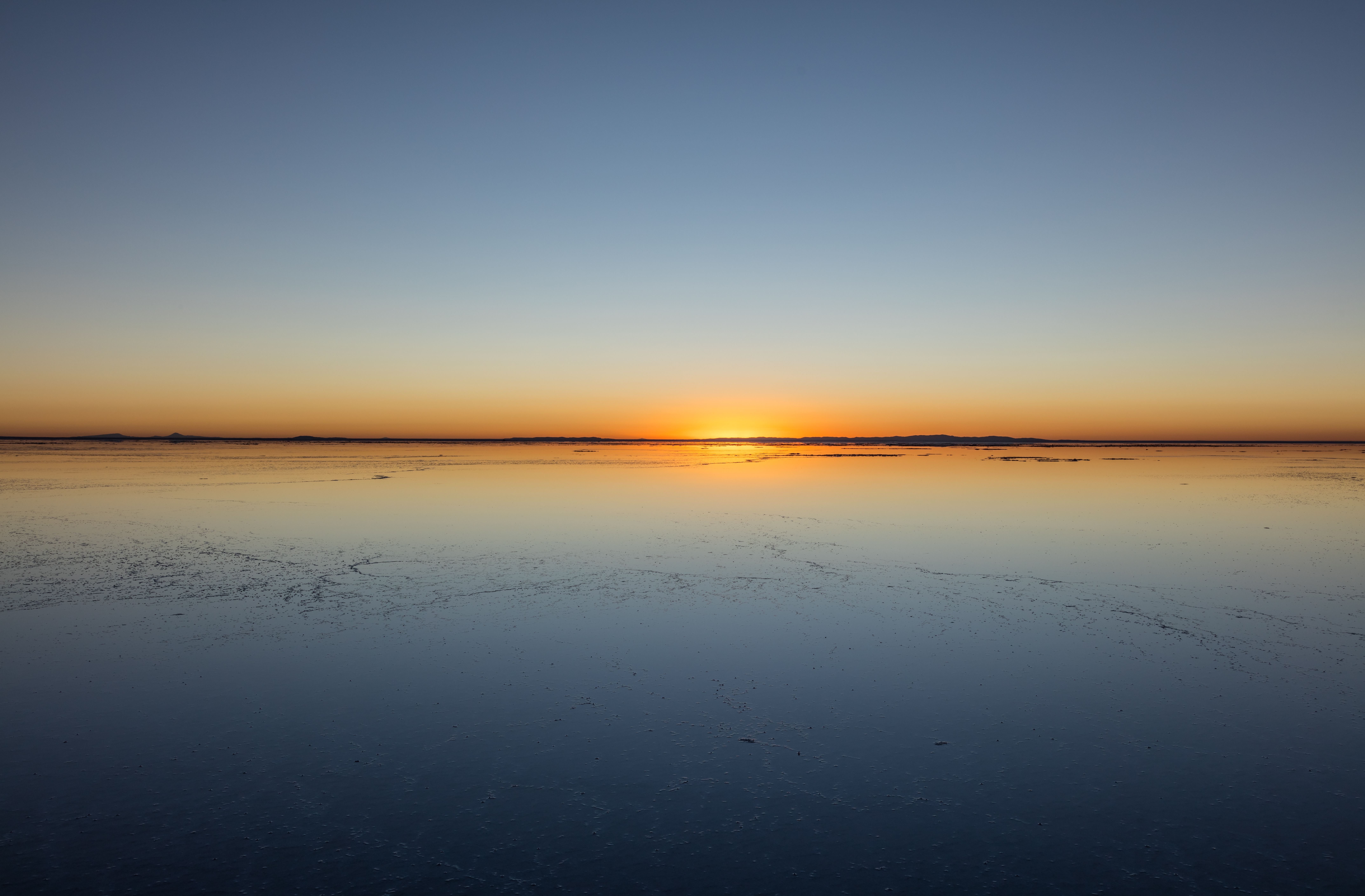
Схід сонця